# Audi Elaine
Audi Elaine — концептуальный электромобиль немецкого автопроизводителя Audi AG. Был представлен на франкфуртском автосалоне в 2017 году вместе с концептом Audi Aicon.

## Технические особенности
В оснащение электрокара входят системы автономного управления 4-го уровня. Автомобиль может двигаться без участия водителя при помощи автопилота. Самостоятельно двигаться в пробках со скоростью не более 60 км/ч и на трассе со скоростью не более 130 км/ч самостоятельно выполняя обгоны. Приводится в движение тремя электромоторами, два на задней оси, один на передней, суммарная мощность которых 435 л. с. (в специальном режиме может достигать 503 л. с.) Разгон до 100 км/ч занимает 4.5 секунд. Запас хода с батареей 95 кВт·ч примерно 500 км. Максимальная скорость 250 км/ч.